# Miasta w województwie białostockim w latach 1944–1950

Województwo białostockie w latach 1946–1950

Miasta w województwie białostockim w latach 1944–1950
Artykuł dotyczy sytuacji wynikającej ze znacznej różnicy między liczbą miejscowości posiadających prawa miejskie a liczbą miast o miejskim statusie formalno-prawnym województwa białostockiego w latach 1944–1950.
1 stycznia 1951 roku zniesiono 6 miast w woj. białostockim: Dąbrowę Grodzieńską, Kleszczele, Krynki, Sokoły, Suchowolę i Tykocin. Wszystkie te miejscowości były miastami za Rzeczypospolitej. Jednakże z powszechnych spisów wynika że miasta te w rzeczywistości w ogóle miastami po II wojnie światowej nie były. Publikacja Podział administracyjny Rzeczypospolitej Polskiej pod redakcją Stanisława Srokowskiego, której to autorom „przypadło trudne zadanie nie tylko wiernego odtworzenia stanu faktycznego [na dzień 15 maja 1948], lecz i skonfrontowania go z obowiązującem stanem prawnym, co zostało przez nich w całej pełni wykonane” (s. 9), potwierdza tę tezę. Według publikacji tej, status miejski wyżej wymienionych sześciu miast został skasowany przez okupanta podczas wojny (Kleszczelom w 1941 roku, pozostałym miastom w 1944 roku). Tak więc rozporządzenie z 1950 roku było jedynie zatwierdzeniem przez polską administrację stanu faktycznego wprowadzonego wcześniej przez okupanta.
Inne źródła podają podobny stan rzeczy. Wydany w 1947 roku Rocznik Statystyczny (stan administracyjny z 1.IV.1947, stan ludności z 14.II.1946) podaje wykaz wszystkich miast Polski, w tym 30 miast woj. białostockiego: Augustów, Białystok, Bielsk Podlaski, Brańsk, Choroszcz, Ciechanowiec, Ełk, Gołdap, Goniądz, Grajewo, Jedwabne, Knuszyn, Kolno, Łapy, Łomża, Nowogród, Olecko, Rajgród, Sejny, Siemiatycze, Sokółka, Starosielce, Stawiski, Supraśl, Suraż, Suwałki, Szczuczyn Białostocki, Wasilków, Zabłudów i Zambrów. Tak więc, oprócz brakujących 6 miast, lista nie zawiera także Drohiczyna i Wysokiego Mazowieckiego, które za II Rzeczypospolitej również były miastami.
W kolejnych Rocznikach Statystycznych wydanych przez GUS w 1948 i 1949 lista miast nie jest już podawana, lecz liczba miast pozostaje niezmienna: 30. Dopiero w Roczniku Statystycznym z 1950 roku (stan na 6 lipca 1950) liczba miast (też bez wykazu) wzrasta do 32. Sytuacja ta sugeruje że dopiero w 1949 lub 1950 roku za miasta uznano Drohiczyn i Wysokie Mazowieckie, jednak ww. wiarygodna publikacja Srokowskiego z 1948 roku podaje te dwie miejscowości jako miasta już według stanu z 15 maja 1948 roku. Żadne z owych sześciu miast (Dąbrowa Grodzieńska, Kleszczele, Krynki, Sokoły, Suchowola i Tykocin) nigdy nie było formalnie zaliczane do miast po wojnie. Spośród tych sześciu miast tylko Sokoły do 2025 roku nie odzyskały praw miejskich. Dąbrowa Białostocka znów stała się miastem w 1965, Kleszczele i Tykocin w 1993, Suchowola w 1997, a Krynki – w 2009.
Jedynie wydany (także) w 1948 roku (choć mniej wiarygodny) Informator adresowy miast i gmin wiejskich Rzeczypospolitej Polskiej podaje liczbę miast woj. białostockiego – 32 wraz z wykazem tych miast, różniąc się nieco od wykazu Srokowskiego zaliczeniem Dąbrowy Grodzieńskiej (zamiast Drohiczyna!) do miast (a więc bez Kleszczel, Krynek, Sokół, Suchowoli i Tykocina oraz Drohiczyna).
Innym przykładem jest pismo starosty bielskiego do Urzędu Wojewódzkiego w Białymstoku z 29 marca 1945 (punkt 1) które podaje że miasta Brańsk, Kleszczele i Drohiczyn nie zostały powołane do życia z powodu zniszczeń i braku samowystarczalności finansowej, przez co zostały włączone w skład gmin wiejskich o tejże nazwie. W porównaniu z ww. spisem z kwietnia 1947 wynikałoby, że jedynie status miejski Brańska został restytuowany w ciągu kolejnych dwóch lat. Ponadto, wzmiankę o możliwym powrocie Brańska (o lepszym statusie finansowym) do przedwojennego statusu miejskiego można już znaleźć w piśmie z 5 września 1945.